# Campeonato Mundial de Patinaje Artístico sobre Hielo de 1992
El LXXXII Campeonato Mundial de Patinaje Artístico se realizó en Oakland (Estados Unidos) entre el 24 y el 28 de marzo de 1992 bajo la organización de la Unión Internacional de Patinaje sobre Hielo (ISU) y la Asociación Estadounidense de Patinaje Artístico sobre Hielo. 
Las competiciones se efectuaron en la County Coliseum Arena de la ciudad californiana. 

## Resultados

### Masculino
| Puesto | Nombre          | País   | Puntos |
| ------ | --------------- | ------ | ------ |
| Oro    | Viktor Petrenko | CEI    |        |
| Plata  | Kurt Browning   | Canadá |        |
| Bronce | Elvis Stojko    | Canadá |        |

### Femenino
| Puesto | Nombre           | País           | Puntos |
| ------ | ---------------- | -------------- | ------ |
| Oro    | Kristi Yamaguchi | Estados Unidos |        |
| Plata  | Nancy Kerrigan   | Estados Unidos |        |
| Bronce | Chen Lu          | China          |        |

### Parejas
| Puesto | Nombre                                | País            | Puntos |
| ------ | ------------------------------------- | --------------- | ------ |
| Oro    | Natalya Mishkutenok / Artur Dmitriyev | CEI             | 1,5    |
| Plata  | Radka Kovaříková / René Novotný       | República Checa | 3,5    |
| Bronce | Isabelle Brasseur / Lloyd Eisler      | Canadá          | 4,0    |

### Danza en hielo
| Puesto | Nombre                              | País | Puntos |
| ------ | ----------------------------------- | ---- | ------ |
| Oro    | Marina Klimova / Sergei Ponomarenko | CEI  |        |
| Plata  | Maya Usova / Alexandr Zhulin        | CEI  |        |
| Bronce | Oxana Grishuk / Yevgeni Platov      | CEI  |        |

## Medallero
| Núm. | País            | Oro | Plata | Bronce | Total |
| ---- | --------------- | --- | ----- | ------ | ----- |
| 1    | CEI             | 3   | 1     | 1      | 5     |
| 2    | Estados Unidos  | 1   | 1     | 0      | 2     |
| 3    | Canadá          | 0   | 1     | 2      | 3     |
| 4    | República Checa | 0   | 1     | 0      | 1     |
| 5    | China           | 0   | 0     | 1      | 1     |
|      | TOTAL           | 4   | 4     | 4      | 12    |

| Predecesor: Alemania 1991 | Campeonato Mundial de Patinaje Artístico sobre Hielo 1992 | Sucesor: República Checa 1993 |

- Datos: Q1319121